# Josip Vojnović
Josip Vojnović (?, druga polovica 17. stoljeća − Graz, nakon 1721.), bio je hrvatski barun iz hrvatske plemićke obitelji Vojnovića. Pisao je pjesme na latinskom. Čovjek pustolovna duha i navodno iznimna obrazovanja.

## Životopis
Josip Vojnović rodio se je u 2. polovici 17. stoljeća, od oca Stjepana (1633. – 1687.), poznatog borca u ratovima protiv Osmanlija, koji je za to od cara i kralja Leopolda I. dobio naslov baruna. Obitelj je posjede imala oko Petrove gore.
Kao mladić je stupio u vojnu službu. Ratovao po Njemačkoj i Ugarskoj. Nakon sloma zrinsko-frankopanske urote, planirao je osvetničku akciju. Bio je pristaša kneza Franje II. Rákóczyja kojem se pridružio 1704. godine (1706.) radi podizanja ustanka protiv bečkoga dvora u Hrvatskoj (u tijeku je bio njegov ustanak, 1703. – 1711.). Po Hrvatskoj je Vojnović agitirao i skupljao pristaše za planiranu bunu, pozivajući ih na osvetu smrti Zrinskog i Frankopana.
Planirao je podići ustanak u Lici tako što bi s vojskom provalio iz osmanske Bosne u Hrvatsku. Pomoć je pokušao naći kod Mletaka, u Napulju, Rimu i kod Osmanlija u Bosni, u Francuskoj. Glavni koji se suprotstavio Vojnovićevu djelovanju bio je pop Marko Mesić.
Rákóczyjeva buna nije uspjela, a Vojnović se dao u diplomatsku aktivnost. Otišao je na Apeninski poluotok, u Rim i Napulj, a potom u Ugarsku. Iako je Rákóczyju glavnina snaga bila poražena 1708. godine kod Trenčina, Rákóczy se nije predavao. Vojnović je u svim tim zemljama gdje je bio obavljao određene službe za Rákóczyja. Godine 1709. Rákóczy ga je imenovao za poslanika kod poljskoga kralja. Konačni kraj Rákóczyjeve bune bio je mir u Szatmaru 1711. godine, kad je sam on sklopio mir s Habsburškom Monarhijom, iako se ni onda nije predavao. Svi pristaše su mu pomilovani i Vojnović među njima.
Poslije ovoga Vojnović se dao putovati po svijetu gdje je stekao mnoge štovatelje. Od mnogih se imenom ističe princ Eugen Savojski.
Pretkraj života teže se razbolio. Zadnje što se za nj zna da je 1721. boravio u Gradcu, a onda mu se izgubio svaki trag.